# Кирхдорф-ан-дер-Кремс (округ)
Кирхдорф-ан-дер-Кремс (нем. Bezirk Kirchdorf an der Krems) — округ в Австрии. Центр округа — город Кирхдорф-ан-дер-Кремс. Округ входит в федеральную землю Верхняя Австрия. Занимает площадь 1.239,79 кв. км. Население 55 167 чел. Плотность населения 44 человек/кв.км.

## Административные единицы
Города
1. Кирхдорф-ан-дер-Кремс (4 104)

Общины
1. Вартберг-на-Кремсе (3 016)
2. Виндишгарстен (2 347)
3. Грюнбург (3 830)
4. Инцерсдорф (1 833)
5. Клаус-ан-дер-Пихрнбан (1 183)
6. Кремсмюнстер (6 450)
7. Михельдорф (5 615)
8. Мольн (3 748)
9. Нусбах (2 246)
10. Обершлирбах (463)
11. Петтенбах (4 747)
12. Рид (2 418)
13. Розенау-ам-Хенгстпас (744)
14. Рослайтен (1 836)
15. Санкт-Панкрац (390)
16. Фордерстодер (765)
17. Хинтерстодер (1 033)
18. Шлирбах (2 717)
19. Шпиталь-ам-Пихрн (2 274)
20. Штайнбах-ам-Циберг (854)
21. Штайнбах-на-Штайре (2 029)
22. Эдльбах (679)